# Карл Северинг
Карл Северинг (1. јун 1875 — 23. јул 1952), је био немачки политичар, социјалдемократа, министар унутрашњих послова (јун 1928. — март 1930) и вршилац дужности министра за окупиране територије (фебруар-април 1929) Вајмарске Републике. Октобра 1930. године Северинг је именован пруским министром унутрашњих послова, што се тумачило као знак заузимања чвршћег става према националсоцијалистима и њиховим испадима.